# Kindia (prefectura de Guinea)
Kindia es una prefectura de la región de Kindia de Guinea, con una población censada en marzo de 2014 de 439 614 habitantes. Está formada por las siguientes subprefecturas, que igualmente se muestran con población censada en marzo de 2014:
- Bangouyah 52,923
- Damankanyah 25,897
- Friguiagbé 34,062
- Kindia 170,557
- Kolenté 31,312
- Madina-Oula 23,381
- Mambia 26,500
- Molota 12,109
- Samayah 21,292
- Souguéta 41,581[1]